# びわ湖開き
びわ湖開き（びわこびらき）は、滋賀県大津市の大津港、びわ湖大津館および大津港沖にて3月の第2土曜日に開催される行事である。主催はびわ湖大津観光協会ならびにNHKサービスセンター。

## 概要
琵琶湖湖上の安全や環境保全をPRすることを目的に開催され、琵琶湖（ひいては滋賀県）の観光シーズンの開幕を告げるイベントである。観光シーズンの幕開けを告げるくす玉割りや、観光船「ミシガン」上からの湖国の春の扉を開くといわれる巨大な「黄金の鍵」の投下、「ミシガン」などの船舶による湖上パレードが行われる。
1956年に琵琶湖汽船が催行した「湖水開き」がはじまりで、1964年より大津市観光連盟（現在のびわ湖大津観光協会）が主催となった。「びわ湖開き」と改称されるのは1970年からである。
1979年より、芸能関係者が観光船の「一日船長」を務めることが始まる。最初の「一日船長」は連続テレビ小説『わたしは海』の主演であった相原友子（現：あいはら友子）であった。以後、NHK大阪放送局が制作するドラマの出演俳優が式典に招待され、観光船「ミシガン」の「一日船長」を務めることが恒例となっている。

## 2000年以降の1日船長
| 回数   | 開催日        | 一日船長           | 出演作品                                     | 備考                                | 出典          |
| ------ | ------------- | ------------------ | -------------------------------------------- | ----------------------------------- | ------------- |
| 第45回 | 2000年3月11日 | 竹内結子           | 連続テレビ小説 『あすか』 主演               |                                     |               |
| 第46回 | 2001年3月10日 | 岡本綾             | 連続テレビ小説 『オードリー』 主演           |                                     |               |
| 第47回 | 2002年3月9日  | 池脇千鶴           | 連続テレビ小説 『ほんまもん』 主演           |                                     |               |
| 第48回 | 2003年3月8日  | 宮地真緒           | 連続テレビ小説 『まんてん』 主演             |                                     |               |
| 第49回 | 2004年3月13日 | 石原さとみ         | 連続テレビ小説 『てるてる家族』 主演         |                                     |               |
| 第50回 | 2005年3月12日 | 原田夏希           | 連続テレビ小説 『わかば』 主演               |                                     |               |
| 第51回 | 2006年3月11日 | 村川絵梨           | 連続テレビ小説 『風のハルカ』 主演           |                                     |               |
| 第52回 | 2007年3月10日 | 邑野みあ、山崎奈々 | 連続テレビ小説 『芋たこなんきん』 出演       |                                     |               |
| 第53回 | 2008年3月8日  | 佐藤めぐみ         | 連続テレビ小説 『ちりとてちん』 出演         |                                     |               |
| 第54回 | 2009年3月14日 | 三倉茉奈、三倉佳奈 | 連続テレビ小説 『だんだん』 主演             |                                     |               |
| 第55回 | 2010年3月13日 | 倉科カナ           | 連続テレビ小説 『ウェルかめ』 主演           |                                     | [ 4 ]         |
| 第56回 | 2011年3月12日 | 瀧本美織           | 連続テレビ小説 『てっぱん』 主演             | 東日本大震災により休止              |               |
| 第57回 | 2012年3月10日 | 川崎亜沙美         | 連続テレビ小説 『カーネーション』 出演       |                                     | [ 6 ]         |
| 第58回 | 2013年3月9日  | 高橋メアリージュン | 連続テレビ小説 『純と愛』 出演               |                                     | [ 7 ]         |
| 第59回 | 2014年3月8日  | 松岡茉優           | 木曜時代劇 『銀二貫』 出演                   |                                     | [ 8 ]         |
| 第60回 | 2015年3月14日 | 柳ゆり菜           | 連続テレビ小説 『マッサン』 出演             |                                     | [ 9 ]         |
| 第61回 | 2016年3月12日 | 吉岡里帆           | 連続テレビ小説 『あさが来た』 出演           |                                     | [ 10 ]        |
| 第62回 | 2017年3月11日 | 土村芳             | 連続テレビ小説 『べっぴんさん』 出演         |                                     | [ 1 ] [ 11 ]  |
| 第63回 | 2018年3月10日 | 堀田真由           | 連続テレビ小説 『わろてんか』 出演           |                                     | [ 12 ]        |
| 第64回 | 2019年3月9日  | 岸井ゆきの         | 連続テレビ小説 『まんぷく』 出演             |                                     | [ 13 ] [ 14 ] |
| 第65回 | 2020年3月7日  | 松下洸平           | 連続テレビ小説 『スカーレット』 出演         | 新型コロナウイルスにより休止        |               |
| 第66回 | 2021年3月6日  |                    |                                              | 新型コロナウイルスにより1日船長なし |               |
| 第67回 | 2022年3月5日  | 川栄李奈           | 連続テレビ小説 『カムカムエヴリバディ』 主演 |                                     | [ 16 ]        |
| 第68回 | 2023年3月4日  | 高杉真宙           | 連続テレビ小説『舞いあがれ!』出演            | 初の男性1日船長                     | [ 18 ]        |
| 第69回 | 2024年3月9日  | 翼和希             | 連続テレビ小説『ブギウギ』出演               |                                     | [ 19 ]        |
| 第70回 | 2025年3月8日  | 妃海風             | 連続テレビ小説『おむすび』出演               |                                     | [ 20 ]        |